# Naninora
Naninora is een plaats en commune in het zuiden van Madagaskar, behorend tot het district Betroka, dat gelegen is in de regio Anosy. Tijdens een volkstelling in 2001 telde de plaats 2.243 inwoners.
De plaats biedt alleen lager onderwijs aan. 49,5% van de bevolking werkt er als landbouwer en 49,5% houdt zich bezig met veeteelt. De belangrijkste landbouwproducten zijn rijst en uien, andere belangrijke producten zijn mais en maniok. Verder is 1% actief in de dienstensector.